# Jens Philip Yazdani
Jens Philip Puriya Yazdani (født 30. april 1998 i Aarhus) er debattør og var 2017-18 formand for Danske Gymnasieelevers Sammenslutning. Han blev landskendt som formand for elevrådet på Langkaer Gymnasium i efteråret 2016, da det vakte stor opmærksomhed, at gymnasiet opdelte sine nye gymnasieklasser efter etnisk herkomst, og folketingsmedlem Martin Henriksen i et TV-debatprogram afstod fra at kalde Yazdani for dansk, selvom han er født og opvokset i Danmark.

## Baggrund
Yazdanis mor kommer fra Vestjylland, mens faderen er født i Zanjan i den aserbajdjanske del af Iran, men flygtede fra det iranske præstestyre til Danmark i 1980'erne. Da Jens Philip blev født, boede familien i en lejlighed i Aarhus-bydelen Trøjborg, men flyttede til Sabro, da han var et år.
Yazdani voksede op i en meget politisk interesseret familie og blev tidligt selv politisk interesseret. I 8. klasse blev han formand for elevrådet på Sabro-Korsvejskolen. I 2014-15 var han viceborgmester i Børn- og Unge-byrådet i Aarhus Kommune, og i 2016 var han "et ikke specielt aktivt medlem af Socialistisk Ungdomsfront" (SUF).
I 2018 begyndte Yazdani på studiet i persisk (Mellemøstens sprog og samfund) ved Københavns Universitet.

## Elevrådsformand og debatten om Langkær Gymnasiums opdeling af elever
Yazdani blev formand for elevrådet på Langkaer Gymnasium i slutningen af 1. g. I denne egenskab blev han kendt i offentligheden i efteråret 2016, hvor det vakte landsdækkende opmærksomhed, at gymnasiet var begyndt at opdele sine nye gymnasieklasser efter elevernes etniske herkomst. Især blev Yazdani landskendt efter sin optræden i Clement Kjersgaards 'Debatten' på DR2 22. september 2016, hvor folketingsmedlem Martin Henriksen ikke kunne svare på, om han anså Yazdani for at være dansk.

## Formand for DGS
Yazdani blev sidenhen engageret i Danske Gymnasieelevers Sammenslutning, hvor han tiltrådte som formand d. 1. juli 2017, efter at han havde beklædt posten som regionssekretær for DGS-Østjylland i året inden. I forbindelse med sin nye post udtalte han til Altinget, at et "overdrevent fokus på karakterer og fraværsprocent, nedskæringer og ny gymnasiereform gør det sværere at være elev i de danske gymnasier". Som formand for DGS stillede han borgerforslaget om at fjerne uddannelsesloftet på vegne af otte organisationer fra elev- og studenterbevægelsen. I 2018 blev han afløst som formand af Malte Sauerland-Paulsen.

## Samfundsdebattør
Efter optrinet i 'Debatten' i september 2016 blev Yazdani samme år nomineret til Berlingskes pris med titlen 'Årets Dansker' og fik en 12. plads på Politikens liste over årets debattører i 2016.
Yazdani har siden i en række tilfælde deltaget i samfundsdebatten, især om forhold inden for uddannelsespolitik og integration. Efter VM i fodbold 2018 beskrev han i et meget omtalt debatindlæg, der først blev bragt på Facebook og siden i Jyllandsposten, hvordan han med sin etniske baggrund ofte føler sig urimeligt behandlet.